# Liusheng
Liusheng (kinesiska: 柳圣乡, 柳圣) är en socken i Kina. Den ligger i provinsen Sichuan, i den sydvästra delen av landet, omkring 84 kilometer söder om provinshuvudstaden Chengdu. Antalet invånare är 10 946. Befolkningen består av 5 466 kvinnor och 5 480 män. Barn under 15 år utgör 15,0 %, vuxna 15-64 år 70 %, och äldre över 65 år 14,0 %.
Genomsnittlig årsnederbörd är 1 512 millimeter. Den regnigaste månaden är juli, med i genomsnitt 367 mm nederbörd, och den torraste är januari, med 14 mm nederbörd.